# 薩溫齊
49°24′17″N 37°3′35″E / 49.40472°N 37.05972°E

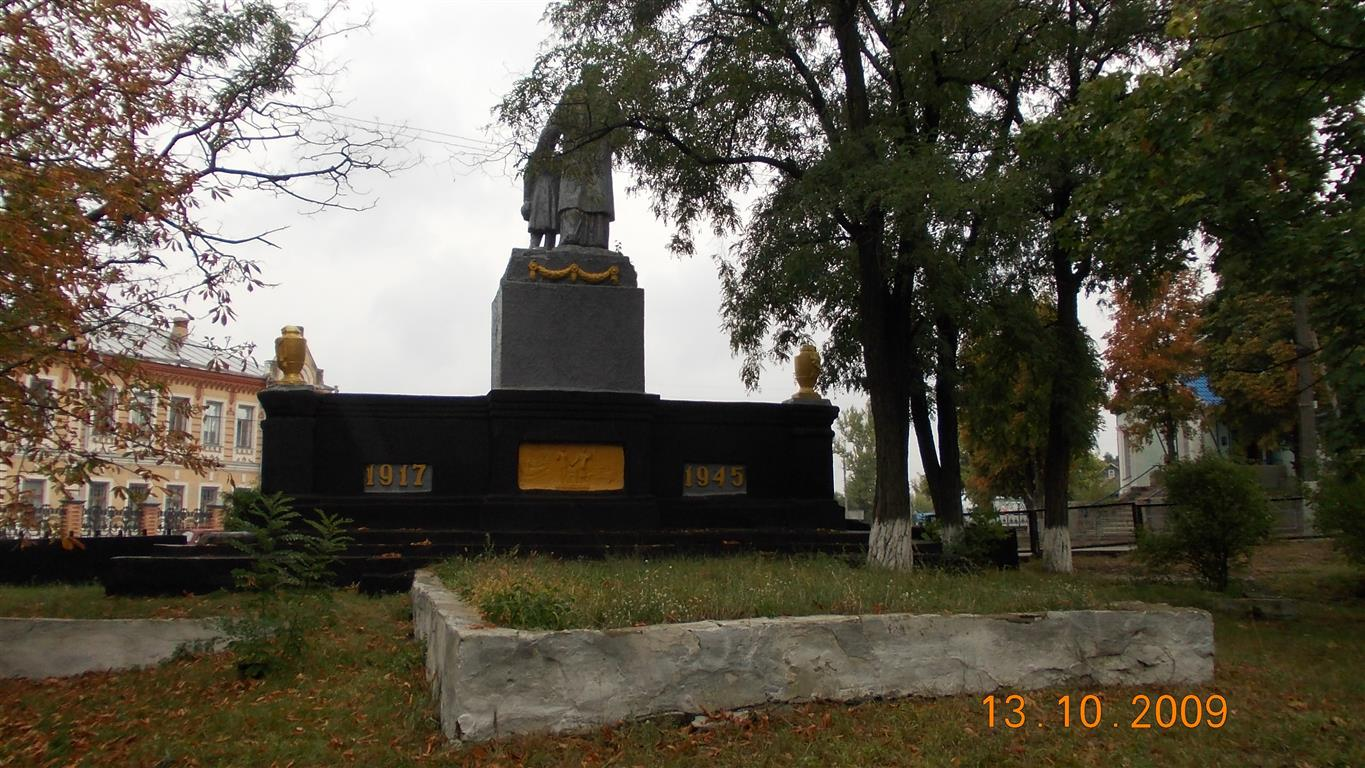
苏联烈士墓

薩溫齊，是烏克蘭東部哈爾科夫州伊久姆區萨温齐市镇内的市級鎮及其行政中心。處於北頓涅茨河畔，距離巴拉克利亚20公里，始建於1671年，面積8.76平方公里，海拔高度101米，2001年人口5,571，人口密度每平方公里635.96人。